# (464494) 2016 BQ69
(464494) 2016 BQ69 es un asteroide perteneciente al cinturón de asteroides, descubierto el 25 de febrero de 2006 por el equipo Spacewatch desde el Observatorio Nacional de Kitt Peak (Arizona, Estados Unidos).